# Australian Nuclear Free Alliance
Die Australian Nuclear Free Alliance (ANFA) wurde 1997 als Nachfolgeorganisation der australischen Alliance Against Uranium gegründet. Diese Organisation führte Vertreter der Aborigines und relevante Nichtregierungsorganisation zusammen, um gegen existierenden und geplanten Uranabbau und die Verwendung in Australien vorzugehen, insbesondere in den Homelands der Aborigines.
Die Australian Nuclear Free Alliance wurde – nach Aussage ihrer Organisatoren – zum gemeinsamen Austausch von Kenntnissen, Fähigkeiten und Erfahrungen in den Auseinandersetzungen mit der australischen Atompolitik gegründet, um das Land und die Kultur vor nuklearen Entwicklungen zu bewahren. Diese Organisation war an der erfolgreichen Beendigung des Uranabbaus der Jabiluka-Uran-Mine im Northern Territory und an der Verhinderung einer Errichtung eines Atommülllagers in South Australia beteiligt. Derzeit (2011) sehen sich die Aborigines-Gemeinden einer Welle von Lagerstättenerkundungen von Uran, geplanter Errichtung von neuen Uranbergwerken und Atommülllagern gegenüber.
Seit der Gründung von 1997 fanden zehn Jahresveranstaltungen der ANFA statt. In der letzten Jahresversammlung vom 13.–15. August 2010 auf dem Land der Ondoolya-Aborigines in Alice Springs waren Mitglieder des ANFA-Komitees, neben Einzelpersönlichkeiten und zahlreichen Vertretern der Aborigines, die Organisationen Public Health Association of Australia, Beyond Nuclear Initiative, Australian Conservation Foundation, Friends of the Earth Australia, Conservation Council of Western Australia und Australian Student Environment Network vertreten.